# Prijevara
Prema Zakonu o obveznim odnosima prijevara je:
(1) Ako jedna strana izazove zabludu kod druge strane ili je održava u zabludi u namjeri da je time navede na sklapanje ugovora, druga strana može zahtijevati poništaj ugovora i onda kada zabluda nije bitna.
(2) Strana koja je sklopila ugovor pod prijevarom ima pravo zahtijevati naknadu pretrpljene štete.
(3) Ako je prijevaru učinila treća osoba, prijevara utječe na sam ugovor ako je druga ugovorna strana u vrijeme sklapanja ugovora znala ili morala znati za prijevaru.
(4) Ugovor bez naknade može se poništiti i kad je prijevaru učinila treća osoba, bez obzira na to da li je druga ugovorna strana u vrijeme sklapanja ugovora znala ili morala znati za prijevaru.

## Cilj prijevare
Cilj prijevare je ostvarivanje dobiti, najčešće materijalne, ali pojavljuju se i drugi razlozi za ostvarivanje prijevara.

## Osnovni princip
Ne bi bilo niti jedne prijevare kad ljudi ne bi imali želja, ali pošto svi mi nešto želimo, ako nam netko ponudi kraći put do ostvarenja naših želja, lako je pasti u iskušenje. 
- Kako razlikovati prijevaru od stvarnog posla?
  1. Osnovno je pravilo ono iz vica o Muji i dobitku na lotu: "Uplati listić, Mujo"
- Dakle, neće se dogoditi da dobijete nešto, ako niste ništa učinili/uplatili
  1. Posao u kome ćete uložiti jednu kunu, a dobiti tisuću nisu realni (to funkcionira samo kod igara na sreću, ali tamo vam se ne laže da je dobitak zagarantiran).

## Hrvatska
Kako u svijetu tako su se razni vidovi prijevara pojavljivali i u Hrvatskoj, obično s malim zakašnjenjem, ali nisu izostali.

Poslije 1990. godine bio je popularan financijski inženjering, gdje su se obećavale godišnje kamate od kakvih 30% na uloženi novac, a prijevara je funkcionirala na principu piramide.
Valja spomenuti da mnogi legalni trgovci svoje mreže grade na sustavu piramide, koja je na početku priče vrlo efikasna, radilo se o stvarnom poslu ili prijevari, pa je lako privući klijentelu.

## Svijet
U svijetu su danas najaktivniji (ako se sudi po broju poruka e-poštom) Nigerijski prevaranti, te oni posvećeni nepostojećim dobicima na lotu ili lutriji.
O životu Franka Abagnalea je 2002. snimljen film Uhvati me ako možeš, s Leonardom DiCapriom u glavnoj ulozi.

## Poveznice
- Kazneni zakon RH - Kaznena djela protiv imovine: Prijevara

## Vanjske poveznice
- Zakon o obveznim odnosima